# Eragrostis acraea
Eragrostis acraea är en gräsart som beskrevs av De Winter. Eragrostis acraea ingår i släktet kärleksgrässläktet, och familjen gräs. Inga underarter finns listade i Catalogue of Life.